# 成达万高速铁路
成都至达州至万州高速铁路（简称成达万高速铁路、成南达万高速铁路）是中国一条建设中的连接中国四川省成都市与重庆市万州区的高速铁路，横穿四川盆地，是中国高速铁路“八纵八横”主通道沿江通道和成渝城市群城际网的组成部分。

## 历史
在2015年9月批复的《成渝地区城际铁路建设规划（2015～2020年）》中，成都经遂宁至南充铁路以骨干城际线名义、南充经达州至遂宁铁路以辅助城际线和市域线名义出现在成渝地区城际铁路网规划示意图中；在2016年4月印发的《成渝城市群发展规划》中，成南达万高速铁路以客运专线的形式出现在成渝城市群综合交通网框架示意图中，并以“达州至开县至万州城际铁路”的名义在城际交通网络中被提及，达万铁路扩能改造、遂宁至达州城际铁路、达州至万州城际铁路被列入交通基础设施重点工程。
在2016年7月印发的《中长期铁路网规划》中，成达万高速铁路以“万州～达州～遂宁～成都高速铁路”名义出现在了《中长期铁路网规划图》与《中长期高速铁路网规划图》，是“八纵八横”主通道沿江通道的一条支线，向东连接郑渝高速铁路，其中遂宁～成都段计划利用既有线达成铁路；在2017年12月公布的《铁路“十三五”发展规划》中，成达万高速铁路虽然未在文本中出现，但其中的达州～南充段以“规划高速铁路”名义出现在了《“十三五”铁路网规划图》中、以“‘十三五’新建高速铁路”名义出现在了《“十三五”高速铁路网规划图》中。
在2017年3月公布的《四川省“十三五”综合交通运输发展规划》中，成达万高速铁路以“蓉京高铁成都—南充—达州段”的名义被列入四川省“八射”综合运输大通道中“成都—川东北—长三角通道”中，并列入“十三五”新开工项目。2018年6月，四川省人民政府、重庆市人民政府签署《重庆市人民政府、四川省人民政府深化川渝合作深入推动长江经济带发展行动计划（2018-2022年）》，提出成都经达州至万州高速铁路项目应力争2019年开工建设。
2019年1月11日，国家发改委召开了第八次铁路建设项目前期工作协商会，成达万高速铁路被列入铁路总公司2019年储备开工项目。3月，成达万高速铁路由由国务院推动长江经济带发展领导小组办公室以第72号批准建设，开始地质勘察监理、社会稳定风险分析及评估、规划选址与用地预审。12月8日，成达万高速铁路工程可行性研究报完成鉴修，进入项目初步设计定测阶段。2019年7月，四川省人民政府、重庆市人民政府签署《推进成渝城市群交通基础设施互联互通2019年重点工作方案》，提出2019年内应力争成都经达州至万州高速铁路开工建设。
2020年1月，中央财经委员会第六次会议明确提出大力推动成渝地区双城经济圈建设，成达万高速铁路、成渝中线高速铁路等工程项目明显加快规划。3月5日，成达万高速铁路勘测复工。3月18日，成达万高速铁路进行环境影响评价第一次信息公示，四川段由成兰铁路有限责任公司建设，重庆段由渝黔铁路有限责任公司建设。3月，成达万高速铁路（四川段）被列入2020年四川省重点项目名单。2020年12月24日，成达万高速铁路开工。
2022年1月10日，成达万高铁达成段环境影响报告取得生态环境部批复。6月17日，达万段环境影响报告取得生态环境部批复。6月14日，成达段初步设计获国铁集团、四川省人民政府联合批复。7月，达万段初步设计获国铁集团、四川省人民政府、重庆市人民政府联合批复，至此全线初步设计完成批复。9月30日，成达万高铁正式开工建设。10月9日，全线首座大桥任家湾特大桥开建。12月11日，重庆段全面开工建设。
2023年4月22日，成达万高铁青山隧道贯通，是全线首座贯通的隧道。7月25日，成达万高铁全线首个特大桥连续梁合龙。9月28日，成达万高铁首孔箱梁成功架设，是40米长高铁箱梁在中国西南地区的首次应用。

## 车站
| 成达万高速铁路               |                   |                 |        |        |        |          |                                                      |
| 名称[1]                      | 中心里程 （公里） | 站间距 （公里） | 行政区 | 行政区 | 行政区 | 规模     | 连接铁路                                             |
| 天府                         | 0                 | -               | 四川省 | 成都市 | 双流区 | 12台22线 | 成自宜高速铁路（在建）                               |
| 天府机场                     | 未知              | 未知            | 四川省 | 成都市 | 简阳市 |          | 成自宜高速铁路                                       |
| 三岔湖                       | 未知              | 未知            | 四川省 | 成都市 | 简阳市 |          | 成自宜高速铁路                                       |
| 资阳西                       | 未知              | 未知            | 四川省 | 资阳市 | 雁江区 |          | 成自宜高速铁路                                       |
| 乐至                         | 未知              | 未知            | 四川省 | 资阳市 | 乐至县 | 5台12线  | 成渝中线高速铁路（在建）                             |
| 遂宁                         | 未知              | 未知            | 四川省 | 遂宁市 | 船山区 | 6台16线  | 达成铁路（遂成铁路） 遂渝铁路                        |
| 蓬溪南                       | 未知              | 未知            | 四川省 | 遂宁市 | 蓬溪县 | 2台4线   |                                                      |
| 南充北                       | 未知              | 未知            | 四川省 | 南充市 | 顺庆区 | 8台18线  | 兰渝铁路 汉巴南铁路                                  |
| 营山西                       | 未知              | 未知            | 四川省 | 南充市 | 营山县 | 2台4线   |                                                      |
| 渠县北                       | 未知              | 未知            | 四川省 | 达州市 | 渠县   | 2台4线   |                                                      |
| 达州南                       | 未知              | 未知            | 四川省 | 达州市 | 达川区 | 7台16线  | 渝西高速铁路西通道（在建）                           |
| 开江南                       | 未知              | 未知            | 四川省 | 达州市 | 开江县 | 2台4线   |                                                      |
| 岳溪                         | IDK32+963         | 36.592          | 重庆市 | 重庆市 | 开州区 | 2台4线   |                                                      |
| 万州北                       |                   |                 | 重庆市 | 重庆市 | 万州区 | 7台15线  | 渝万城际铁路 郑渝高速铁路 渝西高速铁路东通道（在建） |
| 注释                         |                   |                 |        |        |        |          |                                                      |
| 1 尚未建成的车站用斜体表示。 |                   |                 |        |        |        |          |                                                      |